# 523
| Calendário gregoriano                                                        | 523 DXXIII                      |
| Ab urbe condita                                                              | 1276                            |
| Calendário arménio                                                           | -29 – -28                       |
| Calendário bahá'í                                                            | -1321 – -1320                   |
| Calendário budista                                                           | 1067                            |
| Calendário chinês                                                            | 3219 – 3220                     |
| Calendário copta                                                             | 239 – 240                       |
| Calendário etíope                                                            | 515 – 516                       |
| Calendários hindus - Vikram Samvat - Calendário nacional indiano - Cáli Iuga | 578 – 579 444 – 445 3623 – 3624 |
| Calendário Holoceno                                                          | 10523                           |
| Calendário islâmico                                                          | 102 BH – 101 BH                 |
| Calendário judaico                                                           | 4283 – 4284                     |
| Calendário persa                                                             | 99 BP – 98 BP                   |
| Calendário rúnico                                                            | 773                             |
| Calendário solar tailandês                                                   | 1066                            |

523 (DXXIII na numeração romana) foi um ano comum do século I do Calendário Juliano, da Era de Cristo, a sua letra dominical foi A (52 semanas), teve início e fim num domingo.
| Ano completo                    |
| ------------------------------- |
| Ano comum com início ao domingo |

## Eventos
- 13 de Agosto - É eleito o Papa João I.
- Os francos derrotam os borgonheses.

## Mortes
- 6 de Agosto - Papa Hormisda